# Lake George (New York)
Lake George is een plaats (town) in de Amerikaanse staat New York, en valt bestuurlijk gezien onder Warren County. Lake George ligt aan het gelijknamige meer.

## Demografie
Bij de volkstelling in 2000 werd het aantal inwoners vastgesteld op 3578.

## Geografie
Volgens het United States Census Bureau beslaat de plaats een oppervlakte van 84,6 km², waarvan 78,2 km² land en 6,4 km² water.

## Bekende inwoners van Lake George

### Geboren
- Mathew Brady (1822-1896), fotograaf
- Dan George (1943), beeldhouwer

### Overleden
- Ralph Craig (1889-1972), atleet